# Sancho al II-lea al Leonului și Castiliei
Sancho al II-lea (n. 1036, Zamora, Castilia și León, Spania – d. 7 octombrie 1072, Zamora, Castilia și León, Spania), numit și ‘’cel Puternic’’, a fost regele Castiliei (1065 - 1072), Galiciei (1071 - 1072) și a Leonului (1072).
Născut în Zamora, Sancho a fost fiul cel mare al lui Ferdinand I al Leonului și Castiliei și a Sanchei de Leon, moștenitorul coroanei leoneze. El a fost căsătorit cu Alberta, o femeie străină de origine necunoscută. El a primit Castilia în timp ce fratele lui, Alfonso a primit moștenirea mamei sale, Leonul, și Garcia primind Galicia.
În 1068, Sancho i-a învins pe verișorii săi, Sancho al IV-lea al Navarei și Sancho de Aragon, în Războiul celor Trei Sanchos. El a recucerit Bureba, Alta Rioja și Álava, pe care tatăl său le dăduse tatălui lui Sancho de Navara,  în schimbul unui ajutor împotriva lui Bermudo al III-lea de Leon. În acel an, el l-a învins pe Alfonso, fratele său, la Llantada, însă curând, cei doi s-au aliat împotriva lui Garcia pentru a cuceri Galicia. Cei doi au reușit și au împărțit teritoriul, însă Sancho s-a întors împotriva lui Alfonso. Cu ajutorul lui Alférez lui El Cid, el l-a învins pe Alfonso la Golpejera (1072), apoi l-a forțat să plece în exil în Toledo și a preluat Leonul, fiind încoronat la Leon pe 12 ianuarie 1072.
Unele rezistențe leoneze încă persistatau și sora lui, Urraca, a deținut orașul împotriva domniei sale. El a înconjurat cetatea și a început un asediu, atunci când nobilul Vellido Dolfos, l-a asasinat pe Sancho pe 6 octombrie 1072. Vellido a câștigat intrarea în tabăra lui Sancho pretinzând că este un dezertor și a câștigat o conferiță privată cu Sancho pentru a-i spune slăbiciunea orașului Zamora. El a folosit sabia lui Sancho pe care i-a înfipt-o în spate. Sancho a fost succedat de fratele său Alfonso. El a fost îngropat în San Salvador de Oña.